# James King (tenore)
James King (Dodge City, 22 maggio 1925 – Naples, 20 novembre 2005) è stato un tenore statunitense.

## Biografia
Figlio di uno sceriffo, studiò musica alla Università della Louisiana, laureandosi poi nel 1952 alla Kansas City University. Iniziò a cantare come baritono, ma nel 1955 si accorse che il registro più appropriato per la sua voce era quello di tenore. Vinse l'American Opera Auditions a Cincinnati nel 1961.
Fece il suo debutto nel ruolo di Don José nella Carmen di Georges Bizet alla San Francisco Opera. Cantò il repertorio francese e italiano con la Deutsche Oper Berlin dal 1962 al 1965 e nei maggiori teatri mondiali: era particolarmente amato dal pubblico della Staatsoper di Vienna, dove apparve per l'ultima volta nel 1997, nel ruolo di Florestano nel Fidelio di Beethoven.
Incise numerose registrazioni, fra cui la più famosa è Das Lied von der Erde di Gustav Mahler, assieme a Dietrich Fischer-Dieskau, diretto da Leonard Bernstein con la Wiener Philharmoniker.
Altri titoli comprendono: Die Walküre di Richard Wagner (con Birgit Nilsson e Hans Hotter, diretta da Sir Georg Solti, 1965), Tosca di Giacomo Puccini (estratti in tedesco, con Anja Silja, diretta da Lorin Maazel, 1966), Ariadne auf Naxos di Richard Strauss (1968), Fidelio (1969), Lohengrin di Wagner (1971), Madama Butterfly di Puccini (con Maria Chiara, 1972), Samson et Dalila di Camille Saint-Saëns (1973), Die Frau ohne Schatten di Strauss (1977), Mathis der Maler di Paul Hindemith (con Fischer-Dieskau e William Cochran, 1979); Notre Dame di Franz Schmidt (1988) e, dal Festival di Bayreuth, Die Walküre (con la Nilsson e Theo Adam, 1967) e Parsifal (con Gwyneth Jones, diretto da Pierre Boulez, 1970).
Insegnò all'Indiana University dal 1984 al 2003. Si era sposato tre volte e aveva cinque figli.